# Dramaturgische Gesellschaft
Die Dramaturgische Gesellschaft (dg) ist ein Zusammenschluss der im Bereich der Darstellenden Künste Arbeitenden und von Studenten aus Deutschland, Österreich und der Schweiz. Ihr Sitz ist Berlin.

## Geschichte und Struktur
Die Dramaturgische Gesellschaft wurde 1956 in Berlin gegründet und ging aus dem 1953 entstandenen Dramaturgischen Arbeitskreis hervor. Neben Dramaturgen befinden sich Regisseure, Intendanten, Schauspieler, Verleger und Journalisten unter ihren Mitgliedern. Sie hat ca. 600 Vereinsmitglieder, davon 10 korporative (Stand: Juni 2011). Ehrenmitglieder sind Manfred Beilharz, Klaus Pierwoß, Peter Spuhler und Uwe Gössel.
Auf der Mitgliederversammlung 2023 in Mülheim a. d. Ruhr wurde Esther Holland-Merten zur ersten weiblichen Vorstandsvorsitzenden der Dramaturgischen Gesellschaft gewählt. Folgende Mitglieder wurden in den Vorstand gewählt: Kerstin Grübmeyer (stellvertretende Vorsitzende), Antigone Akgün, Michael v. zur Mühlen, Kathrin Bieligk, Jasmin Maghames, Beata Anna Schmutz. Geschäftsführerin des Vereins ist Jana Thiele.

## Aufgaben und Ziele
Ziele der Dramaturgischen Gesellschaft sind die Diskussion und Formulierung künstlerischer und gesellschaftspolitischer Positionen sowie die Wahrnehmung und Durchsetzung beruflicher Interessen. Sie will die ästhetisch-konzeptionellen und künstlerisch-gesellschaftspolitischen Aspekte der Dramaturgie stärker ins öffentliche Bewusstsein rücken. Dies soll durch die Förderung des Erfahrungsaustausches ihrer Mitglieder und anderer Interessierter, die Zusammenarbeit mit anderen Institutionen und Verbänden, Nachwuchsförderung, Stellungnahmen zu kulturpolitischen Entwicklungen, die Vermittlung von Auskünften zu dramaturgischen Problemstellungen sowie die Vermittlung von Referenten erreicht werden.
Seit 1983 gibt der Verein zweimal jährlich eine Fachzeitschrift heraus, die bis 2005 Dramaturg hieß und seitdem unter dem Titel dramaturgie erscheint.
Im Januar 1997 wurde innerhalb der Dramaturgischen Gesellschaft das Forum junge Dramaturgie gebildet, das ein Gesprächsraum für junge Dramaturgen und andere Interessierte sein soll, um jenseits des laufenden Theaterbetriebs neue Stücke lesen und gemeinsam mit den Autoren diskutieren zu können.
Seit Mai 2008 gibt es den interdisziplinären Diskussionskreis Forum Diskurs Dramaturgie (auch Forum DD). Er wird von der Dramaturgin Natalie Driemeyer und dem Politologen Jan Deck koordiniert.
Die Arbeitsgruppe dg:möglichmacher, gegründet von Christine Böhm, Lene Grösch und Christa Hohmann, stellt sich zum Ziel, angehenden Dramaturgen den Einstieg in die Berufspraxis zu erleichtern. Sascha Förster und Kaja Jakstat setzen sich mit ihrer Arbeitsgruppe 'Dramaturgie ohne Drama' mit dem Dramaturgiebegriff im Bereich von Theaterperformances auseinander. Seit der Jahreskonferenz 2011 in Freiburg zum Thema 'Theater in der interkulturellen Gesellschaft' gibt es eine gleichnamige Arbeitsgruppe, ins Leben gerufen von Brigitte Dethier, Hans-Peter Frings und Josef Mackert.

## Jahrestagungen
Die Gesellschaft veranstaltet Jahrestagungen, die abwechselnd in verschiedenen Theaterstädten zumeist Deutschlands, Österreichs und der Schweiz stattfinden, und sich jeweils einem bestimmten Themen-Schwerpunkt widmen.
Tagungen der letzten Jahre:
- 2004: Schnittstelle Theater oder: wie auf der Bühne Film, Video und visuelle Medien verwendet werden und warum. 9. bis 11. Januar in der Volksbühne Berlin
- 2005: Theater – produzieren für die Zukunft, in der Zukunft. 13. bis 16. Januar am Schauspiel Frankfurt, dem Kinder- und Jugendtheaterzentrum sowie der Universität Frankfurt am Main
- 2006: RADIKAL SOZIAL. Erprobung des Sozialen – Wahrnehmung und Beschreibung von Realität im Theater. 20. bis 22. Januar im Haus der Berliner Festspiele
- 2007: Dem ‚Wahren, Guten, Schönen’ – Bildung auf der Bühne? Welche neue Rolle spielt das Theater in der Wissensgesellschaft? vom 1. bis 4. Februar im Theater der Stadt Heidelberg
- 2008: Geteilte Zeit: Theater zwischen Entschleunigungsoase & Produktionsmaschine. 31. Januar bis 3. Februar im Hamburger Thalia Theater
- 2009: Europa erlangen. 29. Januar bis 2. Februar im Markgrafentheater in Erlangen
- 2010: VORSTELLUNGSRÄUME. Dramaturgien des Raums. 29. bis 31. Januar 2010 in Zürich (Zürcher Hochschule der Künste, Department Darstellende Künste und Theaterhaus Gessnerallee)
- 2011: Wer ist WIR? Theater in der interkulturellen Gesellschaft. 27. bis 30. Januar 2010 am Theater Freiburg
- 2012: Hirn. Geld. Klima. Theater und Forschung. 26. bis 29. April am Oldenburgischen Staatstheater
- 2013: Es gilt das gesprochene Wort. 24. bis 27. Januar an der Bayerischen Theaterakademie
- 2014: Leben, Kunst und Produktion. Wie wollen wir arbeiten? vom 23. bis 26. Januar am Nationaltheater Mannheim
- 2015: Was alle angeht. Oder: Was ist (heute) populär? vom 29. Januar bis 1. Februar am Landestheater Linz
- 2016: Was tun. Politisches Handeln jetzt. 28. bis 31. Januar 2016 im Deutsches Theater (Berlin)[3]
- 2017: Körper.Repräsentation.Interaktion.Differenz. in Hannover
- 2018: Dramaturgien des Widerstandes. 25. bis 28. Januar 2018 am Theater Vorpommern und Alfried Krupp Wissenschaftskolleg Greifswald[4]
- 2019: Republik der Liebe. 31. Januar bis 3. Februar 2019 am Volkshaus Jena und Deutsches Nationaltheater und Staatskapelle Weimar[5]
- 2020: common. 6. Februar bis 9. Februar 2020 am NTGent und Opera Ballet-Vlaanderen[6]
- 2021: DiG IT ALL! digitale Jahreskonferenz 2021 in vier Teilen[7]
- 2022: Die Kunst der Begegnung. 23. bis 26. Juni 2022 am tjg. theater junge generation in Dresden[8]
- 2023: Have you tried turning it off and on again? 8.–11. Juni 2023 als Teil des Impulse Theater  Festival in Mülheim an der Ruhr[9]
- 2024: Was gibt's denn da zu lachen? Humor und Klasse im Theater 18.–21. April 2024, Theater am Werk, Wien[10]

## Kleist-Förderpreis
Der Kleist-Förderpreis für junge Dramatik ist fester Bestandteil der Kleist-Festtage, die jährlich im Oktober zu Ehren des in Frankfurt (Oder) geborenen Dichters und Dramatikers Heinrich von Kleist stattfinden. Die Bewerber um den Preis sind allesamt Autoren, die bei Einsendeschluss nicht älter als 35 Jahre sind.
Der mit 10.000 Euro (Stand 2024) dotierte und mit einer Uraufführungsgarantie am Nationaltheater Mannheim verbundene Preis wird von der Stadt Frankfurt (Oder) gemeinsam mit den Ruhrfestspielen Recklinghausen, der Dramaturgischen Gesellschaft und der Frankfurter Messe- und Veranstaltungsgesellschaft vergeben.